# Lucia Giamberardino
Lucia Giamberardino (født 6. marts 1990) er en håndboldspiller fra Argentina. Hun spiller på Argentinas håndboldlandshold, og deltog under VM 2011 i Brasilien.